# Howard Rheingold
Howard Rheingold  (Phoenix, 7 de julho de 1947) é um crítico, professor e escritor norte-americano.
Sua especialidade é a respeito das implicações culturais, sociais e políticas dos modernos meios de comunicação, assim como, a Internet, a telefonia móvel e as comunidades virtuais (termo criado por ele mesmo).

## Biografia
Rheingold nasceu em Phoenix, Arizona. Frequentou o Reed College, em Portland, Oregon, de 1964 a 1968. Sua tese sênior foi intitulada "What Life Can Compare with This? Sitting Alone at the Window, I Watch the Flowers Bloom, the Leaves Fall, the Seasons Come and Go." ("O que a vida pode comparar com isto? Sentado sozinho na janela, eu observo as flores florescerem, as folhas cairem, as estações vindo e indo."
A fascinação pela mente e seus métodos levaram Rheingold para o Institute of Noetic Sciences e Xerox PARC. Lá, ele pesquisou e escreveu sobre os primeiros computadores pessoais. A pesquisa resultou na publicação de Tools for Thought em 1985, uma história das pessoas por trás do computador pessoal. Ele explorou a experiência em seu livro seminal, The Virtual Community, publicado em 1993.
Em 1985, Rheingold co-escreveu Out of the Inner Circle: A Hacker's Guide to Computer Security com o ex hacker Bill Landreth. Em 1991, ele publicou Virtual Reality: Exploring the Brave New Technologies of Artificial Experience and Interactive Worlds from Cyberspace to Teledildonics.
Depois de uma temporada como editor da Whole Earth Review, Rheingold atuou como editor-chefe da Millennium Whole Earth Catalog. Pouco tempo depois, ele foi contratado como editor executivo fundador da HotWired, um dos primeiros sites de conteúdo web comerciais publicados em 1994 pela revista Wired. Rheingold deixou HotWired e logo fundou Electric Minds em 1996, para narrar e promover o crescimento da comunidade online. Apesar de elogios, o site foi vendido e fechou em 1997.
Em 1998, criou sua nova comunidade virtual, Brainstorms, uma comunidade privada de Webconferência para desenvolver o conhecimento intelectual, para adultos de todo o mundo. 

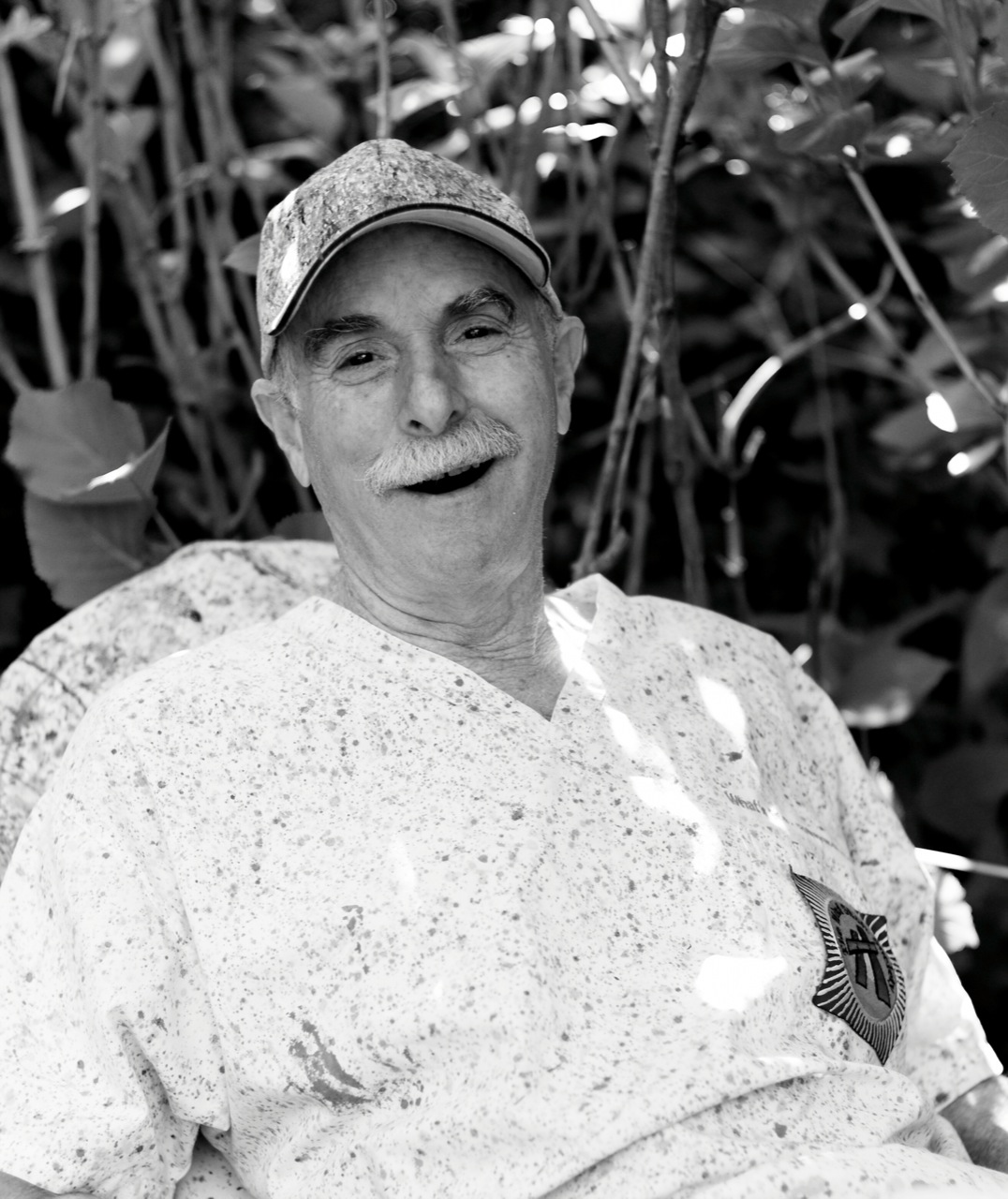
Rheingold em Mill Valley.

Em 2002, Rheingold publicou Smart Mobs: The Next Social Revolution, explorando o potencial da tecnologia para aumentar a inteligência coletiva. Pouco depois, em conjunto com o Institute for the Future, Rheingold lançou um esforço para desenvolver uma alfabetização de base ampla de cooperação.
Em 2008, Rheingold tornou-se o primeiro pesquisador do Institute for the Future, ao qual ele havia sido filiado.
Rheingold é professor visitante no Departamento de Comunicação da Universidade Stanford onde leciona dois cursos, "jornalismo digital" e "comunidades virtuais e mídias sociais". Ele é um professor da Escola de Informação da Universidade da Califórnia em Berkeley, onde leciona "comunidades virtuais e mídias sociais", e onde ele já ensinou "mídia participativa/ação coletiva".
Rheingold vive em Mill Valley, Califórnia, com sua esposa Judy e sua filha Mamie.